# La Bastide (Pirenéus Orientais)
La Bastide (em catalão:  La Bastida) é uma comuna francesa na região administrativa da Occitânia, no departamento dos Pirenéus Orientais. Estende-se por uma área de 15.63 km², com 69 habitantes, segundo o censo de 2018, com uma densidade de 4.4 hab/km².